# Oroplexia simulata
Oroplexia simulata är en fjärilsart som beskrevs av Moore 1881. Oroplexia simulata ingår i släktet Oroplexia och familjen nattflyn. Inga underarter finns listade i Catalogue of Life.